# ジャクソン (楽器メーカー)

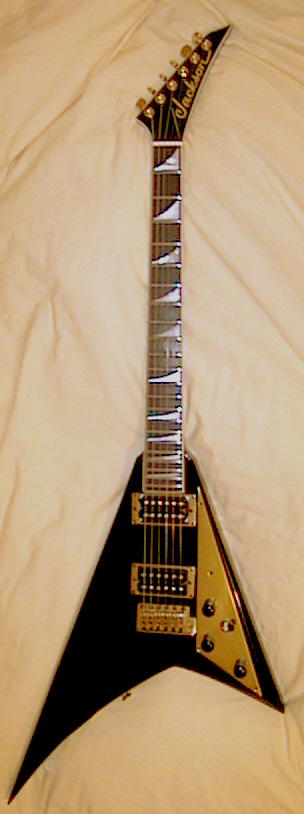
ランディ・ローズ・モデル

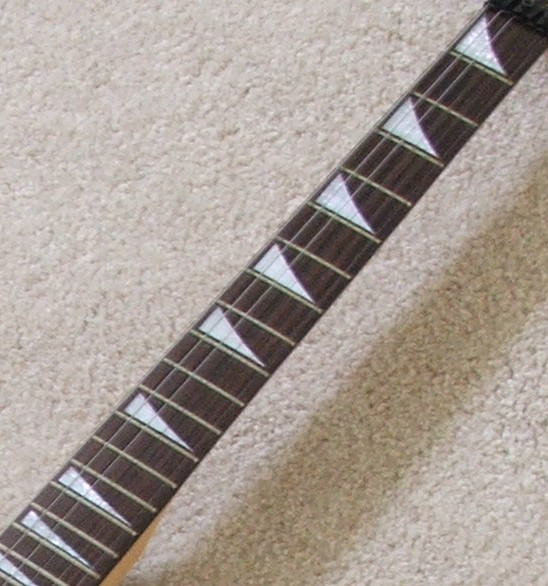
「シャーク・フィン(鮫の鰭）」と呼ばれる独特のポジション・マーク

ジャクソン（Jackson Guitars）は、アメリカの楽器メーカーで、グローヴァー・ジャクソンによって創設された。

## 概要
1980年代、ジャクソンは世界のエレクトリック・ギターの2大老舗ブランド、フェンダーのプレイアビリティとギブソンのサウンドの両立、多くの先進的な機能、そして独自の鋭利な意匠で、特にハードロック／ヘヴィメタルの分野でその人気を拡大する。一時期はジャズ・フュージョンの分野でもギタリストから好まれた。
グローヴァー・ジャクソンは1989年にジャクソン／シャーベルの権利をテキサス州に拠点を置くIMC(International Music Corporation)に売却し、翌年同社を離れる。その後1997年にはIMCがAKAI professionalに同社を売却、2002年秋よりフェンダー・ミュージカル・インストゥルメンツ社が経営権を買い取り、同社の傘下メーカーとしてカリフォルニア州コロナのフェンダー社工場内に新設されたジャクソン／シャーベルの製造工場で製造をしている。

## 歴史
ジャクソン・ブランドが成立する以前、シャーベル社のクラフトマンだったグローヴァー・ジャクソンがランディ・ローズ本人のアイデアを元にカスタムギターを制作。出来上がったギターは旧来のシャーベル製ギターとはかけ離れたイメージのものだったため、「ジャクソン」のロゴを入れることとした。このギターに盛り込まれた特徴が1980年代当時のLAメタルの隆盛等を背景にアメリカを中心にブレイク、トップブランドとしての仲間入りを果たし、大きな成功に繋がる。
1980年代から1990年代にはジェフ・ベックやロビン・クロスビー、デイヴ・ムステイン、マーティー・フリードマン、アミア・デラク、スコット・イアン、ダグ・アルドリッチ等、数多くのギタリストに愛用された。現在でも数多くのハードロック／ヘヴィメタル系のギタリストを中心に愛用され続けており、特にデフ・レパードのフィル・コリン、アイアン・メイデンのエイドリアン・スミス、メガデス のデイヴィッド・エレフソン、ラット のフォアン・クルーシェ等の多くのベテランギタリスト・ベーシストには長年に渡り一貫して愛用されている。
ラットやラフ・カット、W.A.S.P.、ストライパー、リジー・ボーデンなどに代表されるバンドのギタリストが愛用したジャクソンの多くにはギターボディに個性的で色鮮やかなグラフィックが施されたものも多く、これがジャクソンはLAメタルを象徴するギターブランドといわれる所以であり、これに影響を受けた一部日本のギターメーカーからも同グラフィックをボディに施したコピーモデルが一時期限定販売されていた。
また日本国内におけるジャクソンは往年の時代ほどではないにせよ、ギターとしての高い完成度や演奏性、エレガントなネックやヘッド形状からも人気が高くプロ・アマやジャンルを問わず現在においてもジャクソンを長年使い続けるギタリストの数は決して少なくはない。ジャクソンが独自に開発したコンパウンドラディアスの恩恵により他者ブランドと比較しても極めてデッドポイントが少ないネックなどネッククオリティを重視するスタジオ・ミュージシャンの間では特に人気の高いブランドの一つであり、攻撃的な外見にもかかわらずジャンルを問わず愛用者も多い。

### シャーベル・ブランドとの関係
創設者のグローバー・ジャクソンは1978年に破産寸前となっていたシャーベル社を買い取った。当初はジャクソンがスルーネックやコンコルドヘッドをはじめとする先進的なデザインのモデル、シャーベルがボルトオンネックのストラトキャスター派生モデルという棲み分けがなされていたが、1980年代中頃に共和商会が代理店業務を本格的に開始し、日本製モデルの生産が開始されるとその区別は明確でなくなっていく。当時、日本国内においてシャーベルブランドで、コンコルドヘッド、フェンダーヘッド双方のモデルがラインナップされていた。その後、日本ではシャーベルブランドの比較的廉価なモデルが発売されたこともあり、事実上「シャーベル」はジャクソンの下位ブランド的な扱いとされた時期もあったが、本来はジャクソンとシャーベルとでブランド間の上下関係はない。1980年代にジャクソンを愛用したハードロック／ヘヴィメタル系のギタリストは枚挙に暇がないが、シャーベルを愛用したギタリストも、ウォーレン・デ・マルティーニ、アラン・ホールズワース、ヴィヴィアン・キャンベル、ジェイク・E・リー、ゲイリー・ムーアなど多数いる。

### 価格帯
1980年代当時、アメリカでのLAメタル台頭によりジャクソンギターは爆発的なブームとなり、それこそありとあらゆるギタリストがこぞってジャクソンギターを弾いていた。しかし日本国内においてはMTVやミュージック・ビデオによる恩恵もあり、ジャクソンギターはシャーベルと共に知名度こそ上がってはいたものの、原価の高さによる影響もあり、一握りの代理店店舗で1本か2本見かける程度であった。さらに、新品ではなくほとんど全て中古品であるにもかかわらず、価格は1本40万円から50万円以上が平均相場であった。当時のジャクソンギターは全てアメリカ製で、ハンドメイドのカスタムオーダー（特注）が大半であったため、新品を注文した場合、工場で完成して手元に届くまでに1年から2年の待ち期間（現在は3年)と1本50万円から60万円以上の高額を要した。
そのため、一般ユーザーにとっては高嶺の花でなかなか手が出にくいギターではあったが、近年はプロ以外の一般ユーザーをターゲットに、価格帯を下げたローコスト・ハイパフォーマンスの日本製やインドネシア製など、米国外製のジャクソンギターが市場に浸透したことにより平均相場は若干下がり、往年のジャクソンのロゴに憧れていた一般ユーザーにとっても以前よりは入手しやすくなったブランドといえる。
しかし本家アメリカ製のジャクソンギターは、現在においても世界でも屈指のトップブランドに育て上げたマスタービルダーであるマイク・シャノンの長年の経験により培った技術と高い品質とが相まって、カスタムショップを中心にアーティスト・個人ユーザーのニーズに沿ったプロユースのギターを作り続けている。

## 製品の特徴
ジャクソンが開発したものはコンコルド・ヘッド、コニカル・フィンガーボード、シャーク・フィン・インレイ、ディンキーボディ、スカーフジョイントなどである。コンコルド・ヘッドはジャクソンヘッドとして、数多くのギターメーカーに模倣されている。
コニカル・フィンガーボードは中でも特徴的でヘッドからブリッジ側へ向けてネックが円錐状に削られている。結果的に、当時の他社製品に比較して薄いネックになっており、指板はいわゆるコンパウンドラディアスとなっている。プレイアビリティに影響するこのような設計は非常に独創的であった。又、スルーネックモデルが多いのも特徴。スルーネックの恩恵により、すぐれたサステインが得られ、これもハードロック／ヘヴィメタル界に受け入れられた要因と思われる。
ポプラ材を積極的に使用したり、独自のピックアップや楽器内蔵型プリアンプ等を開発するなど、当初はメーカーの独自性が高かったが、最近ではアルダー材を採用したり、セイモア・ダンカン製のピックアップを使用するなど、ジャクソンならではの独自性は薄れつつある。

### 主なギター機種
- Soloist（ソロイスト） (SL) - ストラトキャスターを現代的にアレンジしたスーパーストラトモデルの草分けである。初期のものではジェフ・ベックのために製作されたシングルコイルピックアップのみのものが有名だが、S-S-HもしくはH-Hのハムバッキングピックアップ搭載モデルが主流である。スルーネック構造。数は少ないがダブルネック仕様も存在する。
- Dinky（ディンキー） (DK) - Soloistとほぼ同様の外観を備えるが、ボルトオンネック構造である。
- ランディ・ローズ Randy Rhoads (RR) - 左右非対称で鋭角的な"V"シェイプ。ランディ・ローズ自身がデザインした。
- King V (KV) - 左右対称で鋭角的な"V"シェイプ。ラットのロビン・クロスビー（大柄な体から"キング"の愛称があった）のためにデザインされた。

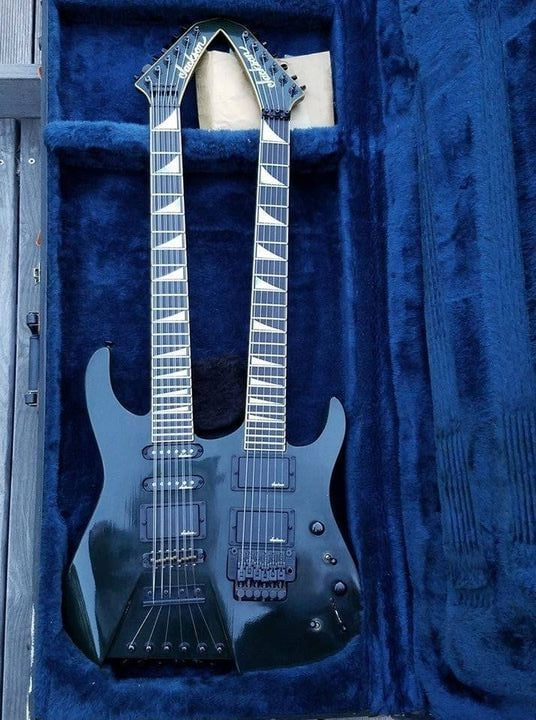
ダブルネックソロイストモデル

- ダブルネックソロイストモデルKelly (KE) - ギブソン・エクスプローラーを基に、曲線美を取り入れつつも、より鋭角的にアレンジしたモデル。

|  |  |  |  |

### 生産完了機種
- ケリースター: 現行のケリーとよく似た形状で、ボディ下部形状はRRVによく似ており、ネック側上部は現行のケリーの形状をそのまま踏襲。
- Y2KV: デイヴ・ムステインのために特注で作られた。King Vに似ているがボディウィングの先端が丸みを帯びた形状となっているのが特徴。2000年に初号機が作られ2002年で生産完了。
- ファイヤーバード: ロビン・クロスビーのために特注で作られた。ギブソン社のファイヤーバードギターのボディ形状をベースにジャクソンのネックとコンコルドヘッドを組み合わせた形状が特徴。これまでに約50本ほどが作られたがギブソン社とのパテントの関係から製造を中止。非常に希少な上、人気の高いギターで、現在プレミア付きでかなりの高値で取引されている。ラフ・カットのアミア・デラクも一時期使用していた。

## 日本製ジャクソン
日本の代理店は、共和商会、中信楽器販売を経て、2007年10月より2012年3月は山野楽器の取り扱い。2012年4月から現在は神田商会。日本製のものは一貫して中信楽器製造により製造されており、米国製に比較して安価なものが中心で、ラインナップも多かった。国内モデルのロゴと取扱い会社の推移は下記の通り。
| ブランドロゴ                 | 販売元       | 期間            | 概要                                                                                    |
| ---------------------------- | ------------ | --------------- | --------------------------------------------------------------------------------------- |
| Charvel＼ by Jackson/Charvel | 共和商会     | 1986年 -        | JacksonロゴはUSA製のみで、Charvelロゴにて日本製廉価モデルが販売されていた。             |
| Jackson＼ Grover Jackson     | 共和商会     | 1991年 -        | 日本製のJacksonが販売されるようになる。いわゆる「国産デカロゴ」期。                     |
| Grover Jackson               | 中信楽器販売 | 1995年 -        | Jacksonのブランド名が日本国内で使用できなくなったため、ブランド名が変更される。（後述） |
| Jackson Stars                | 中信楽器販売 | 1999年 -        | Grover Jacksonからさらにブランド名が変更される。                                        |
| Jackson Stars                | 山野楽器     | 2007年 -        | 取扱いが山野楽器に変わる。                                                              |
| Jackson                      | 山野楽器     | 2009年 - 2011年 | 黒澤楽器店の商標が無効であるとの審決が下ったため、Jacksonブランドが日本国内で復活する。 |

- Grover Jackson、Jackson Starsロゴのものは全て日本製であるとよく勘違いされるが、いずれのロゴでもUSA製のものが販売されている。
- Grover JacksonからJackson Starsへの移行の際、USA製の上位モデルから順次移行されたため、USA製及び日本製の中上位モデルがJackson Starsロゴ、日本製廉価モデルがGrover Jacksonロゴとなっている時期があった。このためGrover Jacksonが廉価モデルとの見方をされることがあるが、日本製ジャクソンでもっとも高価（オーダー品、限定品などは除く）なギターはGrover Jackson時に販売されていたSupremeシリーズであった。

2011年12月5日、中信楽器製造株式会社が自己破産申請を行い、操業を停止したため、以降の日本製Jacksonギターの製造は停止した。2022年現在、JSシリーズなどのエントリーモデルはインド生産、Xシリーズは中国生産、PROシリーズなどの中位モデルはインドネシアおよびメキシコ生産へと切り変わっている。

## 商標権問題
1995年頃、商標の関係でJackson（通称デカロゴ）が日本国内で使用できなくなった。これは黒澤楽器店が1973年3月29日に「JAXON/ジャクソン」として楽器の商標登録出願をして登録されていたので共和商会に改善を求めたためである。その結果、共和商会が取り扱いを取りやめ、中信楽器販売がGrover Jackson、Jackson Starsのブランド名で扱いを始めた。米国製であっても日本国内流通は不可能なために、1995年から2009年10月頃まで発売されていたJacksonロゴの製品は、並行輸入品か、1994年以前に輸入した中古品、もしくは共和商会時代に作られた日本製である。商標の権利者である黒澤楽器店が、かつてJAXONブランドでコピー品ともとられかねないギターを販売していたこと、また、この期間中に並行輸入でJacksonロゴの商品を積極的に店頭で販売していたことには批判も多い。なお、「JACKSON/ジャクソン」も、黒澤楽器が2005年2月10日に楽器の商標登録出願をしており、登録されていた。2009年2月9日、黒澤楽器店の 「JACKSON/ジャクソン」の商標は無効との特許庁の審決が出され、Jacksonロゴが日本国内で復活することとなる。